# فهرست مجله‌های معماری در ایران
فهرست مجله‌های معماری ایران:

## مجله‌های دانشگاهی(علمی و پژوهشی)
| نام مجله                                                | دوره انتشار | نوع مجله | سال آغاز انتشار | مکان انتشار | صاحب امتیاز                                                  | پایگاه اینترنتی                                                        |
| ------------------------------------------------------- | ----------- | -------- | --------------- | ----------- | ------------------------------------------------------------ | ---------------------------------------------------------------------- |
| اندیشه معماری                                           | دوفصلنامه   | پژوهشی   | -               | قزوین       | دانشگاه بین المللی امام خمینی (ره)                           | http://at.journals.ikiu.ac.ir                                          |
| رهپویه معماری و شهرسازی                                 | فصلنامه     | پژوهشی   | -               | تهران       | دانشگاه سوره                                                 | https://rau.soore.ac.ir                                                |
| هنرهای صناعی خراسان بزرگ                                | فصلنامه     | پژوهشی   | -               | مشهد        | دانشگاه بین المللی امام رضا                                  | https://hgj.imamreza.ac.ir                                             |
| مطالعات میان رشته ای معماری ایران                       | دوفصلنامه   | پژوهشی   | -               | تهران       | دانشگاه علم و فرهنگ                                          | https://isia.usc.ac.ir                                                 |
| پژوهش‌های معماری اسلامی                                  | فصلنامه     | پژوهشی   |                 | تهران       | دانشگاه علم و صنعت                                           | http://jria.iust.ac.ir                                                 |
| پژوهش‌های معماری اسلامی                                  | فصلنامه     | پژوهشی   |                 | تهران       | دانشگاه علم و صنعت                                           | http://jria.iust.ac.ir/                                                |
| ساخت شهر                                                | فصلنامه     | پژوهشی   | -               | تهران       | صمد محمدابراهیم‌زاده سپاس‌گزار                                 | https://web.archive.org/web/20141218055907/http://sakhteshahr.com/     |
| صفه                                                     | دوفصلنامه   | پژوهشی   | -               | تهران       | دانشکده معماری و شهرسازی دانشگاه شهید بهشتی                  | http://archurb.sbu.ac.ir                                               |
| مدیریت شهری                                             | دوفصلنامه   | پژوهشی   | -               | تهران       | سازمان شهرداری‌ها و دهیاری‌های کشور                            | https://web.archive.org/web/20190501095901/http://www.imo.org.ir/      |
| مرمت و معماری ایران (مرمت آثار و بافت‌های تاریخی فرهنگی) | دوفصلنامه   | پژوهشی   | -               | اصفهان      | دانشگاه هنر اصفهان                                           | http://mmi.aui.ac.ir                                                   |
| مسکن و محیط روستا                                       | فصلنامه     | پژوهشی   | -               | تهران       | بنیاد مسکن انقلاب اسلامی                                     | http://jhre.ir                                                         |
| مطالعات شهر ایرانی اسلامی                               | فصلنامه     | پژوهشی   | -               | تهران       | پژوهشکده فرهنگ، هنر و معماری جهاد دانشگاهی                   | https://web.archive.org/web/20160813214141/http://www.icas.ir/journals |
| مطالعات شهری                                            | فصلنامه     | پژوهشی   | -               | سنندج       | دانشگاه کردستان                                              | http://urbstudies.ir بایگانی‌شده در ۱۰ ژوئیه ۲۰۲۰ توسط Wayback Machine  |
| مطالعات معماری ایران                                    | فصلنامه     | پژوهشی   | -               | کاشان       | دانشگاه کاشان                                                | -                                                                      |
| معماری و شهرسازی (هنرهای زیبا)                          | فصلنامه     | پژوهشی   | -               | تهران       | پردیس هنرهای زیبا، دانشگاه تهران                             | http://jfaup.ut.ac.ir                                                  |
| معماری و شهرسازی آرمان‌شهر                               | دوفصلنامه   | پژوهشی   | -               | تهران       | مصطفی بهزادفر                                                | https://web.archive.org/web/20181003005904/http://armanshahrmedia.com/ |
| معماری و شهرسازی ایران                                  | دوفصلنامه   | پژوهشی   | -               | تهران       | انجمن علمی معماری و شهرسازی ایران - دانشگاه علم و صنعت ایران | -                                                                      |
| اندیشنامه معماری و شهرسازی                              | دوفصلنامه   | پژوهشی   | -               | تهران       | دانشگاه هنر                                                  | https://web.archive.org/web/20160503193709/http://journals.art.ac.ir/  |
| نقش جهان                                                | دوفصلنامه   | پژوهشی   | -               | تهران       | دانشگاه تربیت مدرس                                           | https://web.archive.org/web/20130609053044/http://japtm.ir/            |
| پژوهش‌های معماری و محیط                                  | دوفصلنامه   | پژوهشی   | -               | زنجان       | دانشگاه زنجان                                                | http://jaer.znu.ac.ir                                                  |
| هویت شهر                                                | فصلنامه     | پژوهشی   | -               | تهران       | دانشگاه آزاد اسلامی، واحد علوم و تحقیقات                     | http://hoviatshahr.srbiau.ac.ir/                                       |
|                                                         |             |          |                 |             |                                                              |                                                                        |

## مجله‌های غیردانشگاهی(علمی و تخصصی)
| نام مجله                 | دوره انتشار | نوع مجله                  | سال آغاز انتشار | مکان انتشار | صاحب امتیاز                  | پایگاه اینترنتی              |
| ------------------------ | ----------- | ------------------------- | --------------- | ----------- | ---------------------------- | ---------------------------- |
| معماری شناسی             | فصلنامه     | علمی-تخصصی                |                 | شیراز       | رضا علی پور                  | http://memarishenasi.ir/     |
| معمار                    | دوماه‌نامه   | -                         | ۱۳۷۷            | تهران       | مؤسسه معمار نشر              | http://memarmagazine.com     |
| هنرمعماری                | فصلنامه     | نقد و نظریه               | ۱۳۸۲            | تهران       | مؤسسه فرهنگی هنری هنرمعماری  | http://www.aoa.ir            |
| باغ نظر                  | فصلنامه     | پژوهشی                    | ۱۳۸۲            | تهران       | سید امیر منصوری              | http://bagh-sj.com           |
| معماری و انرژی           | فصلنامه     | تحلیلی پژوهشی             | ۱۳۹۶            | تهران       | پرهون پرگاری                 | http://www.ae-mag.ir         |
| فصلنامه معماری و ساختمان | فصلنامه     |                           | ۱۳۸۳            | تهران       | احمد زهادی                   | http://memary.net/           |
| شهرسازی ایران            | دوفصلنامه   | علمی-تخصصی                | ۱۳۹۷            | تهران       | انتشارات شهرسازی             | [ پیوند مرده ]               |
| معماری و هوش طراحی       | فصلنامه     | علمی و اختصاصی            | ۱۴۰۰            | تهران       | رضاباباخانی                  | http://www.aiarchitecture.ir |
| معماری - هنری "معمارانه" | دوفصلنامه   | پژوهشی-معماری-تاریخ شفاهی | 1402            | تهران       | گروه تحقیق و مصاحبه معمارملی | http://www.memarmelli.com    |

## مجله‌هایی که دیگر منتشر نمی‌شوند
| نام مجله         | دوره انتشار | نوع مجله | سال آغاز انتشار | سال پایان انتشار | تعداد شمارهٔ منتشرشده | مکان انتشار | صاحب امتیاز                                     | پایگاه اینترنتی                                                        |
| ---------------- | ----------- | -------- | --------------- | ---------------- | -------------------- | ----------- | ----------------------------------------------- | ---------------------------------------------------------------------- |
| آرشیتکت          | ماه‌نامه     | -        | ۱۳۲۵            | ۱۳۲۷             | ۶                    | تهران       | ان‍ج‍م‍ن آرش‍ی‍ت‍ک‍ت‌ه‍ای ای‍ران‍ی دی‍پ‍ل‍م‍ه                                | -                                                                      |
| نودید معماری     | دوماه‌نامه   |          | ۱۳۹۳            | ۱۳۹۵             |                      | تهران       | پیام برومندفرد                                  |                                                                        |
| معماری و فرهنگ   | فصلنامه     |          | ۱۳۷۸            |                  |                      | تهران       | دفتر پژوهش‌های فرهنگی                            | http://memarifarhang.com                                               |
| معماری نوین      | ماه‌نامه     | -        | ۱۳۴۳            | ۱۳۴۰             | ۱۳۴۴                 | تهران       | دفتر مطالعات و تحقیقات معماری (وارطان هوانسیان) | -                                                                      |
| ه‍ن‍ر و م‍ع‍م‍اری          | گاهنامه     | -        | ۱۳۴۸            | ۱۳۵۷             | -                    | تهران       | ان‍ج‍م‍ن آرش‍ی‍ت‍ک‍ت‌ه‍ای ای‍ران                                   | -                                                                      |
| معماری ایران(ما) | دوفصلنامه   | -        | ۱۳۷۹            | ۱۳۹۴             | -                    | تهران       | محمدرضا جودت                                    | -                                                                      |
| طراح             | فصلنامه     | -        | -               | ۱۳۹۶             | -                    | تهران       | سروش بخت مینو                                   | -                                                                      |
| شارستان          | فصلنامه     |          |                 |                  |                      | تهران       | مینو اسماعیل‌زاده                                | http://sharestan.info بایگانی‌شده در ۳ دسامبر ۲۰۲۰ توسط Wayback Machine |
| هنرنما معمار     | فصلنامه     |          | ۱۳۹۴            |                  |                      | بندرعباس    | اشکان نصیری واثق                                | https://web.archive.org/web/20190708070141/http://honarnamamemar.com/  |
| همشهری معماری    | فصلنامه     | -        | ۱۳۹۰            | ۱۳۹۶             | -                    | تهران       | مؤسسه همشهری-شهرداری تهران                      | -                                                                      |
| معماری داخلی     | فصلنامه     | -        | -               | ۱۳۹۴             | -                    | تهران       | -                                               | -                                                                      |
| معماری و شهرسازی | فصلنامه     | -        | ۱۳۶۷            | ۱۳۹۴             | -                    | تهران       | رضا رضایی راد                                   | -                                                                      |